# Cobaltacetylacetonat
Cobaltacetylacetonat ist eine chemische Verbindung des Cobalts aus der Gruppe der Acetylacetonate.

## Gewinnung und Darstellung
Cobaltacetylacetonat kann durch Reaktion von Acetylaceton mit Cobalt(II)-chlorid gewonnen werden.

## Eigenschaften
Cobaltacetylacetonat ist ein brennbarer, schwer entzündbarer, kristalliner, violetter Feststoff, der schwer löslich in Wasser ist. Er zersetzt sich bei Erhitzung. Er besitzt eine trikline Kristallstruktur.

## Verwendung
Cobaltacetylacetonat wird als wichtiger Katalysator für organische Reaktionen eingesetzt. Er wird auch als Farbtrockner verwendet.